# Liten rönnspirea
Liten rönnspirea (Sorbaria grandiflora) är en art i familjen rosväxter och förekommer från östra Sibirien till Amur.

## Synonymer
- Spiraea grandiflora Sweet